# Elisabeth Persson
Maria Elisabeth Persson (Umeå, 21 febbraio 1964) è una giocatrice di curling svedese.

## Biografia
Partecipò all'età di 33 anni ai XVIII Giochi olimpici invernali edizione disputata a Nagano (Giappone) nel 1998, riuscendo ad ottenere la medaglia di bronzo nella squadra svedese con le connazionali Katarina Nyberg, Louise Marmont, Elisabet Gustafson e Margaretha Lindahl.
Nell'edizione la nazionale canadese ottenne la medaglia d'oro, la danese quella d'argento.